# Bernd Kannenberg
Bernhard (Bernd) Kannenberg (Königsberg, 20 augustus 1942 - Münster, 13 januari 2021) was een Duitse atleet, die gespecialiseerd was in het snelwandelen. Hij werd olympisch kampioen op de 50 km snelwandelen en meervoudig West-Duits kampioen op de onderdelen 20 km en 50 km snelwandelen. Hij had zes jaar lang het wereldrecord in handen op het onderdeel 50 km snelwandelen. Hij nam tweemaal deel aan de Olympische Spelen.

## Palmares
Kannenberg was pas op 24-jarige leeftijd met het snelwandelen als wedstrijdsport begonnen. Zes jaar later behaalde hij zijn grootste succes door tijdens de Spelen van 1972 in München op de 50 km snelwandelen een gouden medaille te winnen. Met een olympische recordtijd van 3:56.11,6 bleef hij de Rus Veniamin Soldatenko (zilver; 3:58.24) en de Amerikaan Larry Young (brons; 4:00.46) voor. In de jaren die volgden kreeg hij regelmatig te kampen met ernstige blessures, waaraan hij vijfmaal moest worden geopereerd. In 1976 werd de 50 km snelwandelen op de Olympische Spelen van Montreal niet meer gehouden. In plaats daarvan deed Kannenberg mee aan de 20 km snelwandelen. Wegens hevige pijnen haakte hij voortijdig af.
Verder is Kannenberg drie keer West-Duits kampioen geworden in de discipline 50 km snelwandelen, evenals drie keer in de discipline 20 km snelwandelen. Op de Europese kampioenschappen van 1974 in Rome werd hij op de 20 km snelwandelen tweede.
Kort na de Spelen van 1976 beëindigde Kannenberg zijn carrière.

## Titels
- Olympisch kampioen 50 km snelwandelen - 1972
- West-Duits kampioen 20 km snelwandelen - 1972, 1974, 1975
- West-Duits kampioen 50 km snelwandelen - 1972, 1973, 1975
- West-Duits indoorkampioen 10.000 m snelwandelen - 1972, 1973, 1974, 1975

## Persoonlijke records
| Onderdeel             | Prestatie | Datum       | Plaats |
| --------------------- | --------- | ----------- | ------ |
| 20.000 m snelwandelen | 1:24.45,0 | 1974        |        |
| 50 km snelwandelen    | 3:52.45   | 27 mei 1972 | Bremen |

## Palmares

### 10.000 m snelwandelen
- 1972:  West-Duitse indoorkamp. - 42.34,8
- 1973:  West-Duitse indoorkamp. - 42.32,6
- 1974:  West-Duitse indoorkamp. - 43.10,0
- 1975:  West-Duitse indoorkamp. - 44.17,8

### 20 km snelwandelen
- 1972:  West-Duitse kamp. - 1:33.49
- 1972: DNF OS
- 1974:  West-Duitse kamp. - 1:29.48
- 1974:  EK - 1:29.39
- 1975:  West-Duitse kamp. - 1:27.45
- 1975:  Wereldbeker - 1:26.20
- 1976: DNF OS

### 50 km snelwandelen
- 1972:  West-Duitse kamp. - 4:07.44
- 1972:  OS - 3:56.11,6
- 1973:  West-Duitse kamp. - 4:07.57
- 1973:  Wereldbeker - 3:56.51
- 1975:  West-Duitse kamp. - 4:01.34

1932: Thomas Green ·
1936: Harold Whitlock ·
1948: John Ljunggren ·
1952: Pino Dordoni ·
1956: Norman Read ·
1960: Don Thompson ·
1964: Abdon Pamich ·
1968: Christoph Höhne ·
1972: Bernd Kannenberg ·
1980: Hartwig Gauder ·
1984: Raúl González ·
1988: Vjatsjeslav Ivanenko ·
1992: Andrej Perlov ·
1996: Robert Korzeniowski ·
2000: Robert Korzeniowski ·
2004: Robert Korzeniowski ·
2008: Alex Schwazer ·
2012: Jared Tallent ·
2016: Matej Tóth ·
2020: Dawid Tomala